# Karlsbyheden
Karlsbyheden en by i Sundborns socken i Falu kommun. SCB hade före 2015 för ortens bebyggelse och den i grannbyn Finngärdet avgränsat och namnsatt småorten Karlsbyheden och Finngärdet (tidigare benämnd Karlsbyheden + Finngärdet + Karlsbyn). Från 2015 ingår bebyggelsen i tätorten Karlsbyheden och Blixbo.
Bebyggelsen ligger i ett stråk längs gamla landsvägen mellan Falun och Svärdsjö. Norr om byn ligger Hedkarlsjön och väster om byn reser sig Årberget.

## Befolkningsutveckling
| Befolkningsutvecklingen i Karlsbyheden och Finngärdet 1990–2010 | Befolkningsutvecklingen i Karlsbyheden och Finngärdet 1990–2010 | Befolkningsutvecklingen i Karlsbyheden och Finngärdet 1990–2010 | Befolkningsutvecklingen i Karlsbyheden och Finngärdet 1990–2010 | Befolkningsutvecklingen i Karlsbyheden och Finngärdet 1990–2010 |
| --- | --------------------------------------------------------------- | --------------------------------------------------------------- | --------------------------------------------------------------- | --------------------------------------------------------------- |
| |                                                                 |                                                                 |                                                                 |                                                                 |
| År |                                                                 |                                                                 | Folkmängd                                                       | Areal (ha)                                                      |
| 1990 | 1990                                                            |                                                                 | 95                                                              | 25#                                                             |
| 1995 | 1995                                                            |                                                                 | 106                                                             | 28#                                                             |
| 2000 | 2000                                                            |                                                                 | 97                                                              | 28#                                                             |
| 2005 | 2005                                                            |                                                                 | 94                                                              | 23#                                                             |
| 2010 | 2010                                                            |                                                                 | 93                                                              | 24#                                                             |
| Anm.: 1990 som Karlsbyheden + Finngärdet + del av Karlsbyn, 1995-2005 som Karlsbyheden + Finngärdet + Karlsbyn. Ingår i tätorten Karlsbyheden och Blixbo från 2015. # Som småort. |                                                                 |                                                                 |                                                                 |                                                                 |

## Sport
Idrottsföreningen Karlsbyhedens IK sysslar med bandy och orientering. På idrottsanläggningen Hedvallen spelades matcher vid VM i bandy för damer 2008.